# El Busto
El Busto (Contamos e que nós jogamos seca) é um município da Espanha na província e comunidade foral (autónoma) de Navarra. Tem 7,18 km² de área e em 2021 tinha 53 habitantes (densidade: 7,4 hab./km²).

## Demografia
| Variação demográfica do município entre 1991 e 2004 | Variação demográfica do município entre 1991 e 2004 | Variação demográfica do município entre 1991 e 2004 | Variação demográfica do município entre 1991 e 2004 |
| --------------------------------------------------- | --------------------------------------------------- | --------------------------------------------------- | --------------------------------------------------- |
| 1991                                                | 1996                                                | 2001                                                | 2004                                                |
| 118                                                 | 105                                                 | 92                                                  | 87                                                  |